# Cluster di differenziazione
Il cluster di differenziazione, solitamente abbreviato in CD (Cluster of Differentiation), è un protocollo usato per identificare le Molecole di superficie cellulare e che permette l'immunofenotipizzazione delle cellule. Fino al IX Workshop (Barcellona 2010) ne erano state identificate 363.
Per conferire l’appellativo di CD a una molecola, occorre che questa venga riconosciuta da almeno 2 diversi cloni di anticorpi monoclonali.
Tale convenzione di nomenclatura fu stabilita nel 1982 a Parigi, durante il primo International Workshop and Conference on Human Leukocyte Differentiation Antigens.
Fisiologicamente le molecole CD possono agire in numerosi modi, come recettori o come ligandi, spesso dando origine o giocando un ruolo nella segnalazione cellulare; altre molecole agiscono in altro modo, ad esempio mediando l'adesione cellulare.